# Gabriola minor
Gabriola minor es una especie de polilla geométrida perteneciente a la familia Geometridae, descrita en 1896, se encuentra distribuida en Estados Unidos.